# Столл, Джаррет
Джа́ррет Ли Столл (англ. Jarret Lee Stoll; род. 24 июня 1982, Мелвилл, Саскачеван) — канадский хоккеист, центральный нападающий. Двукратный обладатель Кубка Стэнли: 2012 и 2014 годов в составе «Кингз».

## Игровая карьера
Джаррет Столл играл в Младшей AAA хоккейной лиге Саскачевана (англ. Saskatchewan Midget AAA Hockey League (SMAAAHL)) за команду «Саскатун Блэйзерз». До прихода в команду в 1997 году был задрафтован командой из Западной хоккейной лиги (WHL) «Эдмонтон Айс». Начал играть в WHL в конце сезона 1997/1998, в составе «Эдмонтон Айс», ещё до того как команда поменяла город базирования на Кранбрук, Британская Колумбия и сменила название на «Кутеней Айс». В своём последнем сезоне за «Кутеней Айс» 2001/2002 был выбран капитаном команды и выиграл в её составе Мемориальный кубок.
Джаррет Столл один из немногих хоккеистов, которые выбирались на драфте НХЛ дважды. Первый раз в 2000 году выбран во 2 раунде под общим 46-м номером «Калгари Флэймз». Но в составе «Флэймз» не провёл ни одной игры, так как не смог договориться с клубом о контракте. В 2002 году руководство «Калгари Флэймз», поняв что может остаться ни с чем, начало вести переговоры с «Торонто Мейпл Лифс» об обмене прав на Столла, что бы получить за игрока хоть что-нибудь. «Кленовые листья» были уверены, что успеют подписать контракт до дедлайна, но по воле случая Столл так и не сыграл ни одной игры за «Мейпл Лифс» (факс подтверждающий совершения сделки пришёл в штаб-квартиру лиги с опозданием). Отсутствие подписанного контракта с клубом, который выступает в НХЛ в течение двух лет, после того как игрок был задрафтован в 2000 году, позволило Столлу вновь выйти на драфт в 2002 году, на котором он был выбран «Эдмонтон Ойлерз» во 2 раунде под общим 36-м номером.
После подписания контракта с «Эдмонтон Ойлерз» в 2002 году, почти весь сезон 2002/2003 играл в АХЛ, за фарм-клуб «Нефтяников» «Гамильтон Булдогс», проведя в НХЛ в общей сложности всего четыре игры. Но уже в следующем сезоне закрепился в основном составе «Ойлерз», проведя на льду 68 игр, и набрав 21 очко по системе гол+пас (10+11).
Во время локаута в НХЛ в сезоне 2004/2005 играл в АХЛ за «Эдмонтон Роуд Раннерз» (в 2003 году «Гамильтон Булдогс» перестал быть фарм-клубом «Эдмонтон Ойлерз», команда сменила название на «Торонто Роуд Раннерз» и переехала в Онтарио, а через год «Торонто Роуд Раннерз» сменил город базирования на Эдмонтон, сама команда сменила в очередной раз название на «Эдмонтон Роуд Раннерз»).
После окончания локаута продолжил играть за «Нефтяников». 4 февраля 2006 года, в матче против «Ванкувер Кэнакс», установил рекорд по проценту выигранных вбрасываний — 95,45 % (21 выигранное вбрасывание из 22).
В сезоне 2005/2006 впервые в НХЛ играл в плей-офф. Столл великолепно сыграл в ключевой третьей игре четвертьфинала Западной конференции против «Детройт Ред Уингз», забросив в овертайме победную шайбу. «Эдмонтон Ойлерз» выиграли серию со счетом 4-2, а затем выбивая из плей-офф по очереди «Сан-Хосе Шаркс» и «Анахайм Майти Дакс» дошли до финала Кубка Стэнли 2006, где в упорной борьбе, в семи матчах, уступили заветный трофей «Каролине Харрикейнз». Сам Джаррет Столл в 24 матчах плей-офф, забросил 4 шайбы и 6 раз результативно ассистировал.
В сезоне 2007/2008 был назначен ассистентом капитана «Эдмонтон Ойлерз».
29 июня 2008 года Джаррет Столл вместе с защитником Мэттом Грином был обменян в «Лос-Анджелес Кингз» на Любомира Вишневского. 5 сентября 2008 года «Кингз» подписали новый контракт с Джарретом, сроком на 4 года, общей суммой 14,4 млн долл. (3,6 млн долл. за сезон).
В первом сезоне за «Лос-Анджелес Кингз» провёл на льду 78 матчей, набрав 41 очко по системе гол+пас (18+23), однако это не помогло «Королям» попасть в плей-офф.
22 апреля 2012 года, в четвертьфинале Западной конференции, в пятом решающим матче в серии против «Ванкувер Кэнакс» — обладателя Президентского Кубка 2012 — забросил победную шайбу в овертайме. 11 июня 2012 года Столл выиграл Кубок Стэнли 2012, а спустя две недели 25 июня подписал новое трехлетнее соглашение с «Лос-Анджелес Кингз» на общую сумму 9,75 млн долл. (3,25 млн долл. за сезон).
10 августа 2015 года в статусе неограниченно свободного агента подписал контракт сроком на 1 год и общей стоимостью 800 тысяч долларов с «Нью-Йорк Рейнджерс».

## Международные выступления
Дважды играл на Молодёжных чемпионатах мира в 2001 и 2002 годах, в составе Сборной Канады, на которых молодёжная сборная завоевала бронзовую и серебряную медали соответственно. На чемпионате мира 2002 был капитаном своей сборной.

## Вне льда
У Джаррета есть старший брат, Келли, который играл на любительском уровне за «Йорктон Террьерз», выступающей в Молодёжной хоккейной лиге Саскачевана (англ. Saskatchewan Junior Hockey League) и младшая сестра, Эшли, защищавшая цвета женской команды по хоккею с шайбой университета Саскачевана — «Хаскиез».
В межсезонье Столл проводит благотворительные турниры по гольфу в Саскатуне, в поддержу фонда Jarret Stoll Comfort. Знаком с репортером спортивных каналов Fox Sports Эрин Эндрюс.
17 апреля 2015 года Джаррет Столл был арестован за хранение наркотических средств — у хоккеиста сотрудники полиции Лас-Вегаса изъяли 3,3 грамма кокаина и несколько капсул экстази. 22 июня прокуратура предъявила хоккеисту официальное обвинение в хранении наркотиков. 25 июня все обвинения с игрока были сняты.

## Статистика
| Легенда | Легенда                    | Легенда | Легенда                   | Легенда | Легенда    |
| ------- | -------------------------- | ------- | ------------------------- | ------- | ---------- |
| И       | Количество проведённых игр | Штр     | Штрафное время            | +/−     | Плюс-минус |
| Г       | Голы                       | П       | Голевые передачи          | О       | Очки       |
| -       | Статистика неизвестна      | —       | Статистика не учитывалась |         |            |